# Ал-Анфал
Сура Ал-Анфал (на арабски: سورة الأنفال), „Придобитото във война“, е осмата сура от Корана. Състои се от 75 аята и е низпослана в Медина с изключение на знамения от 30 до 36, които са мекански. Тя формира двойка със следващата сура – Ат-Тауба.

## Относно Бадр
Битката при Бадр (130 км южно от Медина) е първата истинска битка на мюсюлманите срещу езичниците и се състои на 17 март 624 година (17 Рамазан 2 година). Мюсюлманите наброявали 300 – 350 души, а езичниците 900 – 1000. Мюсюлманите победили, а според легендите, Аллах изпратил непобедима армия от невидими бойни ангели да им помага срещу по-многобройната езическа армия. Според разказите, ръцете и главите на езичниците падали без видима причина. Мюсюлманите дали 14 жертви, убитите от езичниците били 50 – 70, а пленените 43 – 70.